# Gefreesi csata
Az gefreesi csata 1809. július 8-án zajlott le az ötödik koalíció háborúinak idején. A Michael von Kienmayer osztrák tábornok vezette osztrák-brunswicki erők ütköztek meg a Junot francia marsall parancsnoksága alatt álló francia erőkkel. A csata osztrák győzelemmel ért véget, az osztrákok csapdába csalták a Jérôme Bonaparte által irányított vesztfáliai és a Johann von Thielmann parancsnoksága alatt álló szász erőket. Jérôme Bonaparte a hofi csatában vereséget szenvedett, ezzel az osztrákok ténylegesen ellenőrzésük alá vonták a Szász Királyság egész területét. De hiába arattak itt az osztrákok győzelmet, a fő seregük Wagramnál csatát veszített és Znaimnál fegyverszünetet kötöttek.

## Előzmények
Amikor 1809. április 9-én Ausztria hadat üzent a Franciaországnak. Az osztrákok egy kisebb haderőt, együtt Frigyes Vilmos, a brunswicki fekete herceg seregével Theresienstadtban, Csehországban állomásoztattak (jelenleg Terezin, Csehország), mint védelmi erőt. Az osztrák hadsereg zöme Bajorországban és Itáliában harcolt.
május 25-én a szász Johann von Thielmann ezredes megszállta Csehországot. Válaszként Frigyes Vilmos brunswicki herceg megszállta Szászországot és elfoglalta Zittau városát, arra kényszerítve Thielmannt, hogy vonuljon vissza Drezdába.
Miután az aspern-esslingi csata lezajlott, Károly főherceg összesen több, mint 12 000 fővel megerősítette a csehországi osztrák haderőt, és elrendelte az elterelő támadást a Szász Királyság ellen. Az osztrákok június 10-én bevonultak Szászországba. A harmadik napon Ende őrnagy vezetésével egy 6000 főnél is nagyobb osztrák haderő elfoglalta Szászország fővárosát, Drezdát. Von Thielmann és szászok kénytelenek voltak visszavonulni Gorbitzba, míg a szász királyi család sietve nyugatra menekült. Eközben egy másik 6000 fős seregrész Paul von Radivojevich vezetésével bevonult Bayreuth-ba június 14-én, invázióval fenyegetve a Württembergi Királyságot és támogatva a tiroli felkelést.
június 22-én, a szászországi hadi helyzet rosszabbodása miatt Napóleon az öccsére, Jérôme-ra (aki Vesztfália királya volt) hagyta Kasselt, egy 15 000 fős sereggel, beleértve saját elit gárdistáit is. Ugyanazon a napon az osztrák erők elfoglalták Lipcsét, de Jérôme Bonaparte seregeinek érkezése miatt gyorsan elhagyni kényszerültek a várost. Június 26-án a franciák visszafoglalták a Lipcsét, és két nappal később a vesztfáliaiak első alkalommal kerültek szembe az osztrák–brunswicki sereggel.

## A csata
1809. június végén Junot marsall megérkezett Frankfurtba és átvette a parancsnokságot. Egy hadtestet az Elba megfigyelésére hagyott, sietősen összeállított egy hadsereget azzal a céllal, hogy megőrizze a Rajnai Konföderációt, és észak felé indult. Radivojevich visszavonta Ende seregét északra. Jérôme haderői már visszafoglalták Drezdát és megtámadták Ende csapatait délen. július 3-án az osztrák és a brunswicki csapatokból, Michael von Kienmayer parancsnoksága alatt megalakult az új XI. hadsereg, amely már megkapta az erősítést. Ugyanazon a napon Jérôme elhagyta Drezdát, és előretört dél felé a hadjárat folytatására. Kienmayer tábornok 15 000 katonája egy francia–vesztfáliai kétoldalú átkaroló mozgás közepén találta magát.
A bekövetkező események az osztrákok számára az évtized legnagyobb sikerét hozták. Jérôme előrenyomulása lelassult volt, amivel módot adott Kienmayernek, hogy délre forduljon és megütközzön Junot-val. Az osztrákoknak először sikerült megállítani Junot elővédjét, majd fő erőit is 1809. július 8-án Gefreesnél. Ez volt a legnagyobb csata Szászországban az egész háború alatt, és az osztrákok döntő győzelmet arattak.
Gefreesnél Kienmayernek 2 ezrednyi kiképzett határőre volt (mintegy 5300 katona), és több száz irreguláris embere a Landwehr milíciából. A Fekete Brunswickiek északról állták Jérôme ellen a frontot, és nem támadtak Gefreesnél. Junot marsall hadserege a következő részekből állt: 2 gyalogos sorezred (mintegy 6 000 katona), a bajor tartalékzászlóalj (mintegy 1 000 katona), és egy dragonyos ezred (mintegy 500 katona és ló). Ugyanakkor Junot az Elba megfigyelésére hagyott, főleg újoncokból álló serege sokkal rosszabbul kiképzett volt, mint az osztrák határőrezredek. Különösen Junot lovassága nem volt képes hatékonyan támadni, így nem tudta kihasználni az osztrák lovasság hiányát, és lehetővé tette, hogy az osztrákok továbbra is összhangban mozogjanak. Ez azt jelentette, az osztrákok súlyos és tartós sortűz alatt tudták tartani a területet, egészen a nap végéig, erre a francia gyalogság kénytelen volt elmenekülni a csatatérről. Az osztrákok csak minimális veszteségeket szenvedtek el, kellemetlen és jelentős csapást mérve a franciákra. Junot előretörése nemcsak megállt, de kénytelen volt visszavonulni Ambergbe.
Kienmayer felszámolta a franciák déli kétoldalú átkarolási manőverét, figyelmét ezután Jérôme csapatai felé fordította, akik még mindig lassan haladtak dél felé. mindig lassan haladtak dél felé, fordította figyelmét. Egyesítette összes haderőit, beleértve a Fekete Brunswickieket is, és június 11-én Hof mellett megtámadta Jérôme erőit. Jérôme azt várta, hogy csak a Junot marsall által üldözött osztrák hadsereggel kell elvennie a harcot. Ehelyett létszámfölényben lévő ellenséggel találta magát szemben.
Jérôme megérezte, hogy elkerülhetetlen vereség vár rá, elrendelte a visszavonulást Schleizbe, és csak utóvédje bocsátkozott harcba. Frigyes Vilmos herceg és a Fekete-Brunswickiek üldözőbe vették Jérôme csapatait, és visszanyomták őket Erfurtig és Szászország nyugati határáig. Az osztrákok visszafoglalták Drezdát, a franciáknak ki kellett üríteniük egész Szászországot. Amikor azonban Jérôme és hadserege biztonságosan megérkezett Erfurtba, megjött a hír a franciák nagy wagrami győzelméről és az ezt követő znaimi fegyverszünetről is. Az osztrákok kénytelenek voltak lemondani minden eddig elért nyereségükről, Jérôme és a vesztfáliai hadsereg biztonságban visszatért Kasselbe.

## Következmények
Frigyes Vilmos herceget felháborította a znaimi fegyverszünet. Azt remélte, hogy Kienmayer és az osztrákok segítségével Észak-Németországban népfelkelést robbanthatnak ki Napóleon ellen. A Fekete Herceg megtagadta beleegyezését az Ausztria és Franciaország között megkötött znaimi békeszerződéshez, és úgy döntött, hogy saját kezébe veszi az ügyek irányítását. 2000 katonájával az Északi-tenger felé vonult. Még mindig azt remélte, népfelkelést robbanthat ki a következő hetekben. A Fekete Herceg ténykedése súlyos problémákat okozott Jérôme királynak. A herceg kétszer is legyőzte vesztfáliai csapatokat a halberstadti és az oelpe-i csatákban (ez utóbbi jelenleg Braunschweig egyik elővárosa). A csaták után a vesztfáliai dezertőrök is a brunszwicki sereget erősítették. A Fekete Brunswickieknek átmenetileg még fővárosukat, Braunschweiget is sikerült elfoglalniuk, de Jérôme három tábornokát küldte ellene, hogy találják meg és semmisítsék meg a Fekete Herceg erőit. Ennek ellenére a Fekete Brunswickieknek sikerült elérniük a tengerpartot, innen brit hajók Wight szigetére szállították őket. (Azokkal a hajókkal evakuálták őket, amelyek korábban brit csapatokat tettek partra a walchereni hadjárathoz.

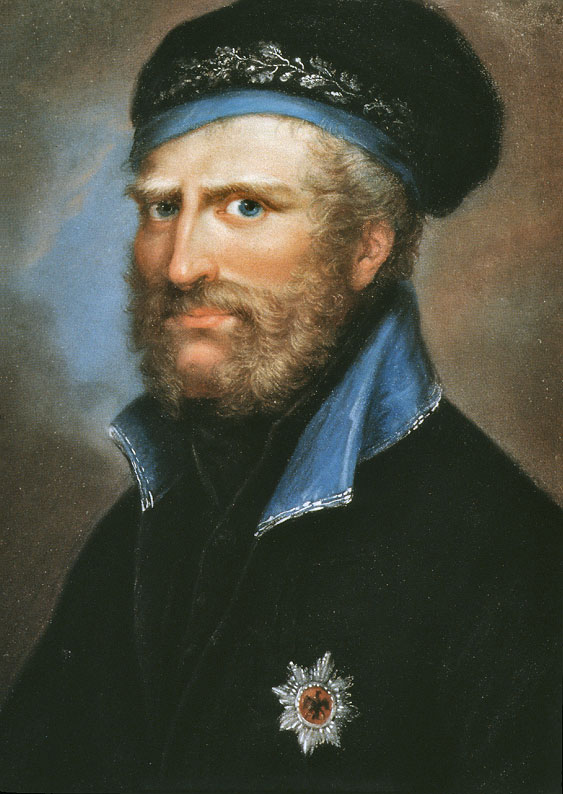
Frigyes Vilmos, a „Fekete Herceg”
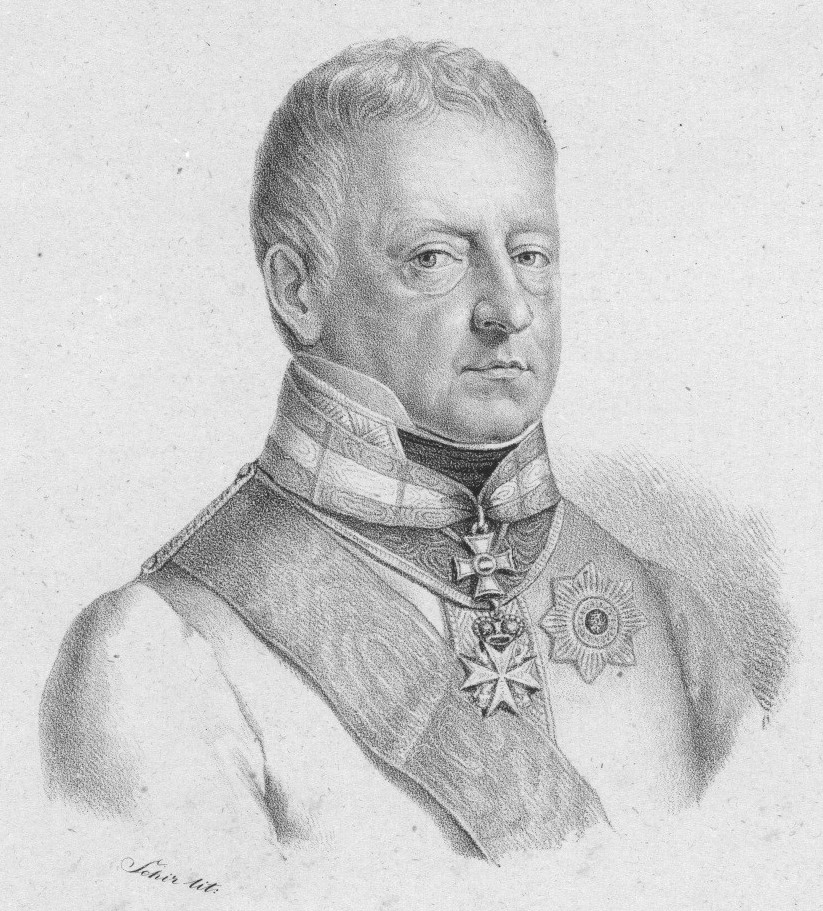
Michael von Kienmayer
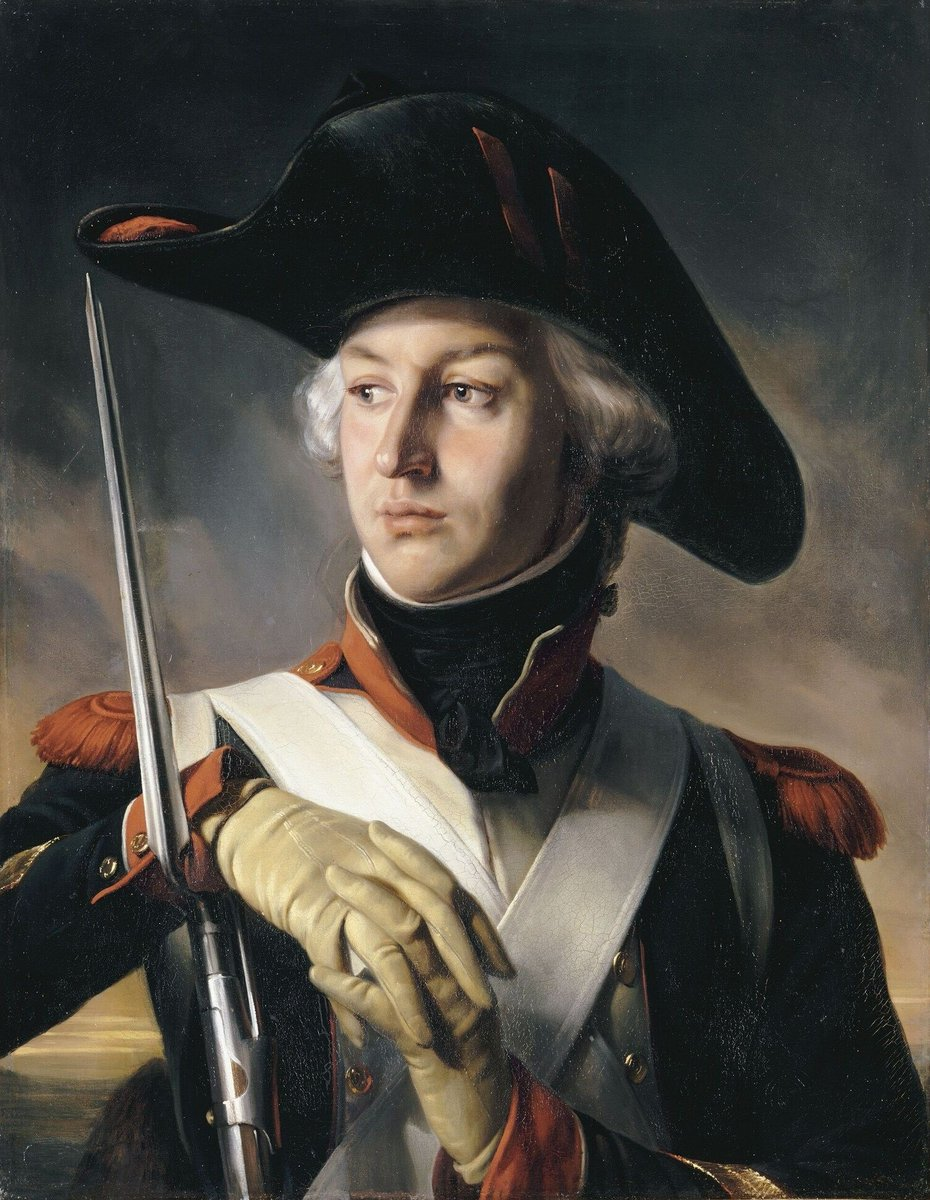
Jean Andoche Junot
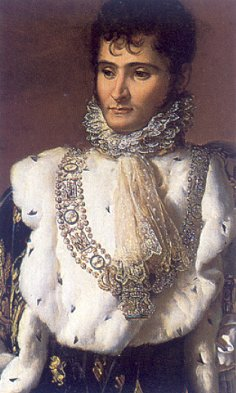
Jérôme Bonaparte
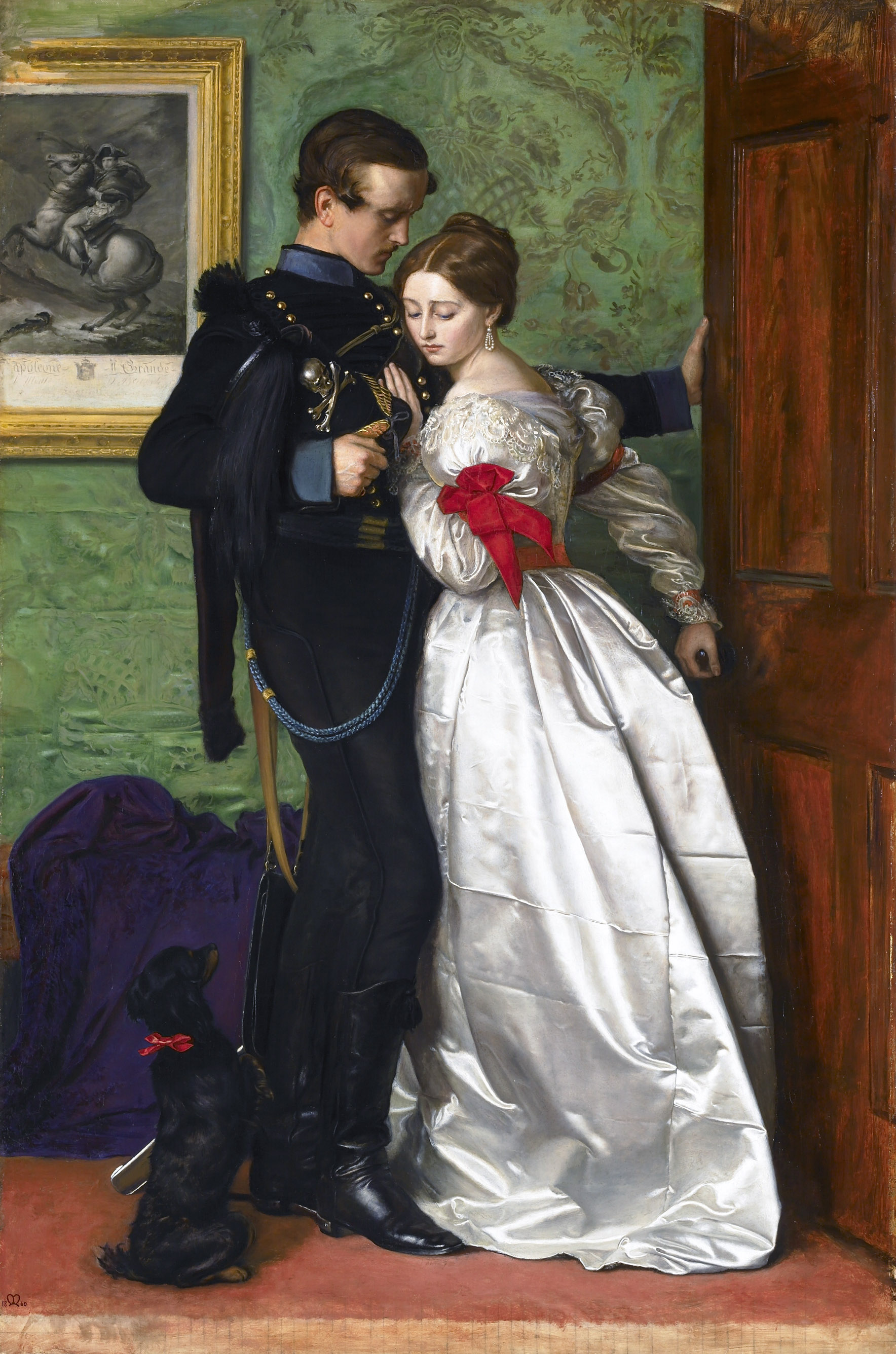
A „Fekete Brunswicki”

## Fordítás
- Ez a szócikk részben vagy egészben  a   Battle of Gefrees című angol Wikipédia-szócikk fordításán alapul.  Az eredeti cikk szerkesztőit annak laptörténete sorolja fel. Ez a jelzés csupán a megfogalmazás eredetét és a szerzői jogokat jelzi, nem szolgál a cikkben szereplő információk forrásmegjelöléseként.